# Bibliographie nationale
Une bibliographie nationale est une publication destinée à signaler l'ensemble de la production imprimée d'un pays. Cette bibliographie est le plus souvent produite par la bibliothèque nationale à partir des documents reçus dans le cadre du dépôt légal.
C'est « le résultat d'un projet consistant à décrire de manière scientifique et rigoureuse - généralement livre en main - l'ensemble de la production imprimée d'un territoire (défini par des frontières politiques ou l'emploi d'une langue) ou dans une langue déterminée pour une période donnée (généralement les trois siècles de l'Ancien Régime français, parfois un seul de ces trois siècles) ».

## Principales bibliographies nationales dans le monde

### Flandre
Fondé sur le principe du STCN, le Short Title Catalogus Vlaanderen est interopérable avec lui et partage les principales caractéristiques de sa description des livres. Il vise à décrire tous les livres imprimés sur le sol de la Flandre actuelle au XVIIe siècle (les autres livres en néerlandais sont pris en charge par le STCN). L'intersection entre champ du STCN et celui du STCV n'est cependant pas nul : ce qui explique que des notices de l'un soit versées dans l'autre et vice versa.

### Pays de langue allemande
VD 16 et VD 17 sont deux bibliographies réalisées par la Bayerische Staatsbibliothek : elles décrivent les éditions imprimées en langue allemandes, respectivement au XVIe et XVIIe siècles.

### Italie
edit16 recense les éditions publiées sur le sol de l'Italie actuelle au XVIe siècle.